# Power Macintosh 9500
Il Power Macintosh 9500 (la versione a 132 MHz era nota in Europa e Giappone anche come Power Macintosh 9515) è un modello di computer Macintosh di fascia alta, prodotto e commercializzato da Apple dal maggio 1995 fino agli inizi del 1997. Le prime versioni montano come CPU il PowerPC 604, processore PowerPC di seconda generazione, più veloce del precedente PowerPC 601. Le versioni 180MP e 200 montano il più potente PowerPC 604e.  La CPU è connessa alla scheda madre tramite una daughterboard, che ne consente e facilita la sostituzione. Alcuni Power Macintosh 9500 sono monoprocessore con velocità da 120 a 200 MHz, altri montano due processori da 180 MHz. Fu il primo Mac ad usare lo standard PCI, con sei connettori di cui uno riservato alla scheda grafica. Il disegno alla base della scheda logica era stato chiamato "Tsunami" e fu usato anche da alcuni cloni Macintosh, facendone un progetto di riferimento per i produttori. Il 9500 fu rimpiazzato dal Power Macintosh 9600 nel febbraio 1997.
Utilizzando un adattatore di terze parti è possibile montare un processore PowerPC G4 e con l'utility XPostFacto è possibile eseguire il Mac OS X Leopard, facendo del 9500 il Mac più vecchio tra quelli in grado di utilizzare macOS.